# あぐり家日和
『あぐり家日和』（あぐりけびより）は、2004年4月から2005年3月まで中国放送で放送されていたJAグループ広島提供のミニ番組である。

## 概要
本番組の終了後は、後継番組として『あしたを耕す』が2005年4月から2009年3月まで放送され、本番組で主人公の義父・旬田六平を演じた高尾六平がナレーションを担当した。

## 放送時間
毎週火曜日（木曜日の場合もあり）：19:54 - 20:00（JST）

## キャスト
- 阿久里春彦（）（主人公）：布川敏和
- 阿久里冬美（）（妻）：斉藤裕子（広島フリータレント）
- 阿久里夏生（）（娘）：藤岡涼音（タレントプロダクション N・A・C広島所属）
- 阿久里秋雄（）（息子）：松本大地
- 旬田六平（）（義父）：高尾六平